# ハサン2世モスク
ハサン2世モスク(ハサンにせいモスク、英語: Hassan II Mosque, アラビア語: مسجد الحسن الثاني)はモロッコ最大都市のカサブランカにあるモスク。高さは210mあり、世界で2番目で高いミナレットとなっている。ミナレットの頂上には参拝者にメッカの方角わかるようにレーザーが設置されている。ハッサン2世モスクとも表記される。
モスクは非イスラム教徒にも開放されており、内部を見学することも可能である。

## 背景
ハサン2世国王の命令によって、1986年から1993年の7年の年月を経て建設された。当初の計画では1989年のハサン2世国王の60歳の誕生日に完成する予定だった。
モスクの建設費の多くが国民の寄付によって賄われている。

## 建築
ハサン2世モスクは幅約200メートル、奥行きは約100メートルの長方形の建物。

### 礼拝空間
礼拝空間は20000平方メートルあり2万5000人を収容することが可能である。キブラ壁と垂直に側廊と身廊がある。
また、礼拝空間には女性参拝者のために中二階が設けられている。

### ミナレット
ハサン2世のミナレットは南側に位置する。高さは前述の通り210mあり、2019年までは世界一高いミナレットだった。
ミナレットの上部はゼリージュ技法を使った幾何学模様の緑色のタイルで装飾されている。